# Unicorn World Pairs Championship
Die Unicorn World Pairs Championship war ein Dartsturnier, das in den Jahren 1974 und 1983 im West Centre Hotel im Londoner Stadtteil Fulham ausgetragen wurde.

## Austragungen
| Jahr | Sieger                                    | Finalisten                             | Halbfinalisten                                   | Halbfinalisten                         |
| ---- | ----------------------------------------- | -------------------------------------- | ------------------------------------------------ | -------------------------------------- |
| 1974 | SchottlandHarry Heenan Bobby Semple       | KanadaDuke Astra Hillyard Rossiter     | EnglandCliff Inglis Alan Glazier                 | IrlandSeamus O’Brien Jack McKenna      |
| 1975 | WalesRay Phillips David "Rocky" Jones     | SchottlandJohn Ramsay Eddie McArthur   | KanadaAlan Mercer Eric Murphy                    | SüdafrikaAlid Esterhuizen Jan Blignaut |
| 1976 | AustralienKevin White George Foster       | BelgienWilly Delaere Omer Bauwens      | SchottlandJoe Hunter George Bowman               | WalesBob Williams David Porter         |
| 1977 | EnglandJohn Lowe Cliff Lazarenko          | AustralienKevin White George Foster    | Vereinigte StaatenConrad Daniels Nicky Virachkul | GibraltarFreddie Duarte Johnny Wood    |
| 1978 | IrlandJim McQuillan Charles Byrne         | NeuseelandBill Rose Gordon Allpress    | SchwedenStefan Lord Kenth Ohlsson                | WalesTony Ridler David "Rocky" Jones   |
| 1979 | NiederlandeEvert van Zanten Malcolm Nolan | EnglandJohn Lowe Cliff Lazarenko       | JamaikaHubert Brown Brian Alexander              | NordirlandBilly Mateer Steve Brennan   |
| 1980 | WalesMalcolm Davis John Corfe             | GibraltarFreddie Duarte John Neale     | FinnlandKexi Heinäharju Tapani Uitos             | EnglandEric Bristow Tony Brown         |
| 1981 | AustralienTerry O’Dea Bruce Matthews      | NordirlandSteve Brennan Fred McMullan  | IrlandPatrick McGorrigan Sean Crowley            | NiederlandeLeo de Oude Ellis Elsevijf  |
| 1982 | NeuseelandGordon Allpress Barry Templeton | SchwedenStefan Lord Christer Pilblad   | DänemarkJan Larsen Finn Jensen                   | KanadaTony Holyoake Bob Sinnaeve       |
| 1983 | EnglandJohn Lowe Cliff Lazarenko          | Vereinigte StaatenRick Ney Dan Pucillo | SchottlandJocky Wilson Rab Smith                 | WalesPeter Locke Tony Skuse            |